# Linea Sunzu
La  linea Izu-Hakone Sunzu (伊豆箱根鉄道駿豆線?, Izuhakone Tetsudō Sunzu-sen), gestita dalle Ferrovia Izuhakone appartenente al gruppo Odakyū è una ferrovia suburbana a scartamento ridotto che unisce la stazione di Mishima con quella di Shuzenji, entrambe nella prefettura di Shizuoka in Giappone. Il nome "Sunzu" deriva dagli antichi nomi delle province che oggi collega, Suruga e Izu.

## Servizi e stazioni
Sulla linea i treni locali, fermanti a ogni stazione, circolano con 4 coppie all'ora (ogni 15 minuti), con una frequenza ridotta a 12 minuti durante la fascia di punta. Inoltre, due volte al giorno la linea è utilizzata anche dal treno espresso limitato Odoriko della JR East in servizio diretto proveniente da Tokyo.

### Stazioni
- Tutte le stazioni si trovano nella prefettura di Shizuoka
- Nella tabella le fermate dell'espresso limitato Odoriko sono indicate nella colonna "EL"

| Stazione             | Giapponese | Dist. totale | Dist. interst. | EL | Collegamenti                                | Posizione | Posizione              |
| -------------------- | ---------- | ------------ | -------------- | -- | ------------------------------------------- | --------- | ---------------------- |
| Mishima              | 三島       | 0.0          | -              | ●  | Linea principale Tōkaidō Tōkaidō Shinkansen | Mishima   | Prefettura di Shizuoka |
| Mishima-Hirokōji     | 三島広小路 | 1.3          | 1.3            | ｜ |                                             | Mishima   | Prefettura di Shizuoka |
| Mishima-Tamachi      | 三島田町   | 2.0          | 0.7            | ●  |                                             | Mishima   | Prefettura di Shizuoka |
| Mishima-Futsukamachi | 三島二日町 | 2.9          | 0.9            | ｜ |                                             | Mishima   | Prefettura di Shizuoka |
| Daiba                | 大場       | 5.5          | 2.6            | ●  |                                             | Mishima   | Prefettura di Shizuoka |
| Izu-Nitta            | 伊豆仁田   | 7.0          | 1.5            | ｜ |                                             | Kannami   | Prefettura di Shizuoka |
| Baraki               | 原木       | 8.5          | 1.5            | ｜ |                                             | Izunokuni | Prefettura di Shizuoka |
| Nirayama             | 韮山       | 9.8          | 1.3            | ｜ |                                             | Izunokuni | Prefettura di Shizuoka |
| Izu-Nagaoka          | 伊豆長岡   | 11.4         | 1.6            | ●  |                                             | Izunokuni | Prefettura di Shizuoka |
| Takyō                | 田京       | 14.2         | 2.8            | ｜ |                                             | Izunokuni | Prefettura di Shizuoka |
| Ōhito                | 大仁       | 16.6         | 2.4            | ●  |                                             | Izunokuni | Prefettura di Shizuoka |
| Makinokō             | 牧之郷     | 18.6         | 2.0            | ｜ |                                             | Izu       | Prefettura di Shizuoka |
| Shuzenji             | 修善寺     | 19.8         | 1.2            | ●  |                                             | Izu       | Prefettura di Shizuoka |